# 庹勤慧
庹勤慧（1974年1月—），湖南澧县人，土家族，九三学社社员。中华人民共和国政治人物、第十三届全国人民代表大会湖南地区代表。

## 生平
2018年2月24日，当选为第十三届全国人大代表。